# Graham Kavanagh
Graham Kavanagh (* 2. Dezember 1973 in Dublin) ist ein ehemaliger irischer Fußballspieler und -trainer.
Der Mittelfeldspieler begann seine Karriere beim Home Farm FC in Dublin und wechselte 1991 zum FC Middlesbrough, für den er bis 1996 nur 35 Einsätze verzeichnen konnte. Da er dort nur Ergänzungsspieler war, wechselte er 1996 nach einer kurzen vorherigen Leihe für eine Ablöse von 250.000 £ zu Stoke City, für das er bis 2001 über 200 Einsätze absolvierte und 34 Tore erzielte. 2001 wechselte er für 1 Mio. £ zu Cardiff City, für das er in seiner ersten Saison gleich 12-mal traf. 2005 wurde er aufgrund großer finanzieller Sorgen für ungefähr £400.000 von Cardiff City zu Wigan Athletic transferiert. Nach einer Saison wechselte er am 31. August 2006 für £500.000 zum AFC Sunderland. Dort konnte er aber wegen Verletzungsproblemen nur 14 Spiele absolvieren. Daher wurde Kavanagh bis 2008 zu Sheffield Wednesday ausgeliehen, danach ein weiteres Jahr zu Carlisle United. Dorthin wechselte er 2009 fest und wurde Spielertrainer. Unter Greg Abbott war er bis September 2013 dessen Assistent. Nach dessen Entlassung wurde Kavanagh sein Nachfolger.
Seine guten Leistungen bei Stoke City führten bald dazu, dass er am 25. März 1998 in die irische Nationalelf berufen wurde. Er konnte sich dort aber zunächst nicht halten. Nach drei Länderspielen schien 1999 seine internationale Karriere deshalb schon beendet. Im November 2003 kehrte er dann aber doch zurück und gehörte bis 2006 zum irischen Kader. Bis 16. August 2006 hat er 16 Länderspiele absolviert und dabei ein Tor geschossen.